# Parafia Opatrzności Bożej w Kuźnicy Białostockiej
Parafia pw. Opatrzności Bożej w Kuźnicy Białostockiej – rzymskokatolicka parafia należąca do dekanatu Sokółka, archidiecezji białostockiej, metropolii białostockiej.

## Historia parafii
Pierwszy kościół był świątynią filialną parafii Odelsk. Samodzielna parafia powstała w latach 1601-1602. Nowy kościół zbudowany w latach 1860-1864 został poświęcony w 1864 r. i jest do dziś świątynią parafii.

## Miejsca święte
Kościół parafialny pw. Opatrzności Bożej w Kuźnicy
Pierwszy kościół został zbudowany w 1545 r. przy wsparciu króla Zygmunta Stary. Na początku XIX w. parafianie kuźniccy chcieli zbudować kościół murowany. Nie zdołano zrealizować tych zamiarów i zbudowano kolejny kościół drewniany (przed 1820 r.). W latach 1860–1864, dzięki staraniom ks. Adama Pisanki, wystawiono dwuwieżową, murowaną świątynię z detalami ostrołukowymi. Była to jedna z pierwszych na Białostocczyźnie świątyń w stylu neogotyckim. 15 grudnia 1864 r. kościół został poświęcony przez dziekana grodzieńskiego ks. Aleksandra Gintowta. Podczas II wojny światowej kościół został zniszczony. Z ruin podźwignął go ks. Jan Malinowski wraz z parafianami. Gruntowny remont przeprowadził w latach 1994-1997 ks. Konstanty Andrzejewicz, kiedy wykonano m.in. żelbetowe sklepienia, nowy dach i tynki. Zadbano też o nowy wystrój świątyni. W latach 1984–1988 ten sam proboszcz wybudował murowaną plebanię.
Kościoły filialne i kaplice
- Kaplica wiejska w Kowalach
- Kaplica wiejska w Saczkowcach

Cmentarz grzebalny
Położony 500 m od kościoła, powiększony w 1921 r., pow. 2,242 ha.

## Obszar parafii
W granicach parafii znajdują się miejscowości:

- Kuźnica,
- Chreptowce,
- Czuprynowo,
- Kowale,
- Kruglany,
- Kuścińce,
- Łosośna Mała,
- Łosośna Wielka,
- Nowodziel,
- Saczkowce,
- Sterpejki,
- Wojnowce,
- Wołyńce,
- Wyzgi,
- Zajzdra.